# Askrikegatan

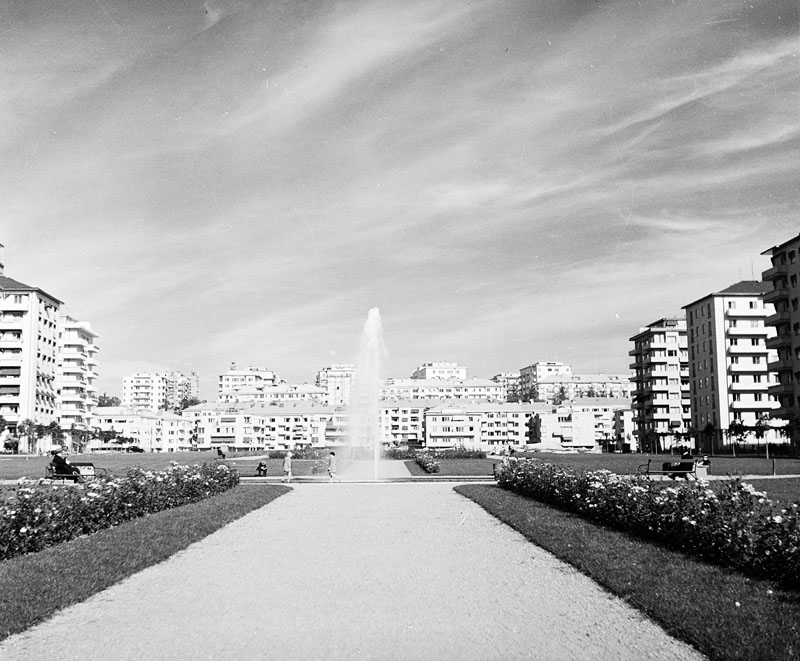
Vy mot Askrikegatan från Tessinparken på 1940-talet.

Askrikegatan är en gata i stadsdelen Ladugårdsgärdet i Stockholms innerstad, med sträckning från Värtavägen till Gillögagatan. Gatan ligger intill Tessinparken. Gatan fick sitt namn 1931 och är uppkallad efter Askrikefjärden mellan Lidingö och Bogesundslandet. Namnet ingår i kategorin gatunamn, skärgårdsnamn.

## Byggnader och arkitektur
Längs Askrikegatan finns det 11 byggnader som alla uppfördes 1937 och 1938 och som är uppförda på den norra sidan av gatan. I söder gränsar Askrikegatan mot Tessinparken. Samtliga hus är fristående, har fyra våningar liksom terrass på de översta våningen samt balkonger. Sju av husen är ritade av Sture Frölén och 2 av Ernst Grönwall och bland byggmästarna som uppförde husen finns Nils Nessen och Lennart Hellstedt. På Erik Dahlbergsgatan, i korsningen mot Askrikegatan, finns ytterligare ett samtida hus av Sture Frölén, som ansluter till bebyggelsen på Askrikegatan.
Samtliga hus längs gatan är grönmärkta av Stadsmuseet i Stockholm vilket innebär att bebyggelsen bedöms vara särskilt värdefull från historisk, kulturhistorisk, miljömässig eller konstnärlig synpunkt.
Mellan Askrikegatan 13 och 15 finns en gångväg och allé som leder till en av tunnelbanestationen Gärdets två nedgångar.

## Byggnadslista
| Bild | Gatunummer | Fastighetsbeteckning | Byggår | Byggherre            | Byggmästare          | Arkitekt            | Anläggningsbeskrivning                       |
| ---- | ---------- | -------------------- | ------ | -------------------- | -------------------- | ------------------- | -------------------------------------------- |
|      | 1          | Knallhatten 4        | 1938   | Bertil Husberg       | J A Johnell          | Ernst Grönwall      | Bebyggelseregistrets anläggningspresentation |
|      | 3          | Knallhatten 2        | 1937   | Tycho Bohman         | Johannes Klockars    | N. W. Larsson       | Bebyggelseregistrets anläggningspresentation |
|      | 5          | Knallhatten 1        | 1937   | Oscar Hegert         | Oscar Hegert         | Sture Frölén        | Bebyggelseregistrets anläggningspresentation |
|      | 7          | Verkstadsklubben 42  | 1937   | Nils Nessen          | Nils Nessen          | Sture Frölén        | Bebyggelseregistrets anläggningspresentation |
|      | 9          | Verkstadsklubben 41  | 1937   | Johan Alhström.      | Nils Nessen          | Sture Frölén        | Bebyggelseregistrets anläggningspresentation |
|      | 11         | Verkstadsklubben 40  | 1937   | Olof H. Kilgren      | Olof H. Kilgren      | Bocander & Cronvall | Bebyggelseregistrets anläggningspresentation |
|      | 13         | Verkstadsklubben 39  | 1937   | Nils Nessen          | Nils Nessen          | Ernst Grönwall      | Bebyggelseregistrets anläggningspresentation |
|      | 15         | Verkstadsklubben 38  | 1937   | Lennart E. Hellstedt | Lennart E. Hellstedt | Sture Frölén        | Bebyggelseregistrets anläggningspresentation |
|      | 17         | Verkstadsklubben 37  | 1937   | Lennart E. Hellstedt | Lennart E. Hellstedt | Sture Frölén        | Bebyggelseregistrets anläggningspresentation |
|      | 19         | Verkstadsklubben 36  | 1937   | Erik A. Cronström    | Lennart E. Hellstedt | Sture Frölén        | Bebyggelseregistrets anläggningspresentation |
|      | 21         | Verkstadsklubben 35  | 1937   | Johan Eriksson       | Erik Brolin          | Sture Frölén        | Bebyggelseregistrets anläggningspresentation |